# Vela nos Jogos Olímpicos de Verão de 1968 - Dragon
As provas da classe Dragon da vela nos Jogos Olímpicos de Verão de 1968 ocorreram entre 14 e 21 de outubro daquele ano em Acapulco, no México. O programa compunha sete regatas. Para esta classe, houve 71 velejadores de 23 nações inscritas.

## Medalhistas
O trio estadunidense George Friedrichs, Barton Jahncke e Gerald Schreck finalizou a competição em primeiro lugar e conquistou a medalha de ouro. A prata firmou-se com os dinamarqueses Aage Birch, Paul Lindemark Jørgensen e Niels Markussen. Por fim, a medalha de bronze ficou com Paul Borowski, Karl-Heinz Thun e Konrad Weichert, da Alemanha Oriental.
|  | USA Estados Unidos                              |  | DEN Dinamarca                                       |  | GDR Alemanha Oriental                         |
|  | George Friedrichs Barton Jahncke Gerald Schreck |  | Aage Birch Paul Lindemark Jørgensen Niels Markussen |  | Paul Borowski Karl-Heinz Thun Konrad Weichert |

## Resultados
Estes foram os resultados da competição:
| Pos.              | Tripulação                                                                    | Código | Regata I | Regata I | Regata II | Regata II | Regata III | Regata III | Regata IV | Regata IV | Regata V | Regata V | Regata VI | Regata VI | Regata VII | Regata VII | Total de pontos | Total -1 |
| Pos.              | Tripulação                                                                    | Código | Pos.     | Pts.     | Pos.      | Pts.      | Pos.       | Pts.       | Pos.      | Pts.      | Pos.     | Pts.     | Pos.      | Pts.      | Pos.       | Pts.       | Total de pontos | Total -1 |
| ----------------- | ----------------------------------------------------------------------------- | ------ | -------- | -------- | --------- | --------- | ---------- | ---------- | --------- | --------- | -------- | -------- | --------- | --------- | ---------- | ---------- | --------------- | -------- |
| Medalha de ouro   | USA George Friedrichs Barton Jahncke Gerald Schreck                           | US     | 2        | 3        | 6         | 11.7      | 1          | 0          | 1         | 0         | 2        | 3        | 1         | 0         | 1          | 0          | 17.7            | 6        |
| Medalha de prata  | DEN Aage Birch Paul Lindemark Jørgensen Niels Markussen                       | D      | 6        | 11.7     | 1         | 0         | 2          | 3          | 10        | 16        | 3        | 5.7      | 2         | 3         | 2          | 3          | 42.4            | 26.4     |
| Medalha de bronze | GDR Paul Borowski Karl-Heinz Thun Konrad Weichert                             | GO     | 1        | 0        | 2         | 3         | 3          | 5.7        | 4         | 8         | 4        | 8        | 6         | 11.7      | 4          | 8          | 44.4            | 32.7     |
| 4                 | CAN Steve Tupper Dave Miller Tim Irwin                                        | KC     | 3        | 5.7      | 8         | 14        | 13         | 19         | 6         | 11.7      | 8        | 14       | 7         | 13        | 3          | 5.7        | 83.1            | 64.1     |
| 5                 | AUS John Cuneo Thomas Anderson John Ferguson                                  | KA     | 8        | 14       | 4         | 8         | 9          | 15         | 2         | 3         | 5        | 10       | 11        | 17        | 9          | 15         | 82              | 65       |
| 6                 | SWE Gunnar Broberg Lennart Eisner Sven Hanson Bengt Palmquist Pelle Petterson | S      | 7        | 13       | 11        | 17        | 5          | 10         | 9         | 15        | 6        | 11.7     | 5         | 10        | 6          | 11.7       | 88.4            | 71.4     |
| 7                 | FRG Klaus Oldendorff Peter Stülcken Axel May                                  | G      | 16       | 22       | 5         | 10        | 14         | 20         | 8         | 14        | 1        | 0        | 4         | 8         | 16         | 22         | 96              | 74       |
| 8                 | FRA Michel Briand Michel Alexandre Pierre Blanchard                           | F      | 13       | 19       | 3         | 5.7       | 12         | 18         | 17        | 23        | 7        | 13       | 3         | 5.7       | 14         | 20         | 104.4           | 81.4     |
| 9                 | ARG Luis Schenone Boris Belada Pedro Sisti                                    | A      | 15       | 21       | 9         | 15        | 7          | 13         | 5         | 10        | 17       | 23       | 10        | 16        | 11         | 17         | 115             | 92       |
| 10                | NED Cor Groot Jan Bol Pieter de Zwart                                         | H      | 10       | 16       | DNF       | 28        | 18         | 24         | 3         | 5.7       | 11       | 17       | 13        | 19        | 7          | 13         | 122.7           | 94.7     |
| 11                | URS Yury Anisimov Valery Ruzhnikov Valery Afanasyev                           | SR     | 12       | 18       | 7         | 13        | 4          | 8          | 13        | 19        | 14       | 20       | DNF       | 29        | 12         | 18         | 125             | 96       |
| 12                | NOR Theodor Sommerschield Jan-Erik Aarberg Erik Wiik-Hansen                   | N      | 4        | 8        | 15        | 21        | 11         | 17         | 19        | 25        | 15       | 21       | 16        | 22        | 5          | 10         | 124             | 99       |
| 13                | BER Kirkland Cooper Eugene Simmons Richard Belvin                             | KB     | 9        | 15       | 14        | 20        | 10         | 16         | 7         | 13        | 10       | 16       | 14        | 20        | 18         | 24         | 124             | 100      |
| 14                | GBR Robin Judah Charles Reynolds David Tucker                                 | K      | 5        | 10       | 17        | 23        | 6          | 11.7       | 20        | 26        | 16       | 22       | 15        | 21        | 8          | 14         | 127.7           | 101.7    |
| 15                | GRE Odysseus Eskitzoglou Georgios Zaimis Anastasios Vogiatzis                 | GR     | 14       | 20       | 10        | 16        | 8          | 14         | 16        | 22        | 18       | 24       | 8         | 14        | 17         | 23         | 133             | 109      |
| 16                | BAH Godfrey Kelly George Ramsey David Kelly                                   | BA     | DNF      | 28       | DNF       | 28        | 17         | 23         | 14        | 20        | 9        | 15       | 9         | 15        | 10         | 16         | 145             | 117      |
| 17                | POR António Menezes Fernando Lima Bello António Weck                          | P      | 17       | 23       | 13        | 19        | 15         | 21         | 11        | 17        | DNF      | 29       | 12        | 18        | 20         | 26         | 153             | 124      |
| 18                | MEX Javier Velázquez Roberto Sloane Esteban Gerard                            | MX     | 19       | 25       | 20        | 26        | 16         | 22         | 12        | 18        | 12       | 18       | 18        | 24        | 13         | 19         | 152             | 126      |
| 19                | HKG John Park William Turnbull Paul Cooper                                    | KH     | 20       | 26       | 12        | 18        | 20         | 26         | 15        | 21        | 13       | 19       | 22        | 28        | 19         | 25         | 163             | 135      |
| 20                | JAM Barton Kirkconnell Charles Ogilvie Steven Henriques                       | KJ     | 11       | 17       | 16        | 22        | 22         | 28         | 21        | 27        | 22       | 28       | 17        | 23        | 15         | 21         | 166             | 138      |
| 21                | ESP Ángel Riveras Manuel Baiget Eugenio Jáudenes                              | E      | 18       | 24       | 19        | 25        | 19         | 25         | 18        | 24        | 19       | 25       | 19        | 25        | 22         | 28         | 176             | 148      |
| 22                | VEN Daniel Trujillo Hervé Roche Frohmund Burger                               | V      | 21       | 27       | 18        | 24        | 21         | 27         | 23        | 29        | 20       | 26       | 20        | 26        | 21         | 27         | 186             | 157      |
| 23                | ROC Chen Hsiu-hsiung Chang Jen-chih Chen Chih-fu                              | TA     | DNS      | 29       | DNS       | 29        | DNF        | 29         | 22        | 28        | 21       | 27       | 21        | 27        | 23         | 29         | 198             | 169      |

### Classificação diária

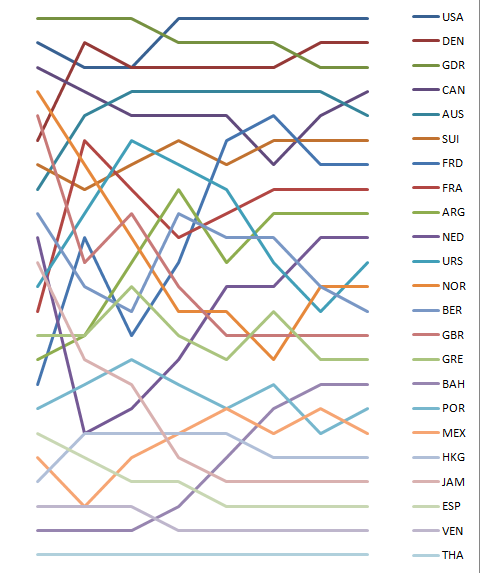
Gráfico mostrando a classificação diária na classe.